# Naveta des Tudons

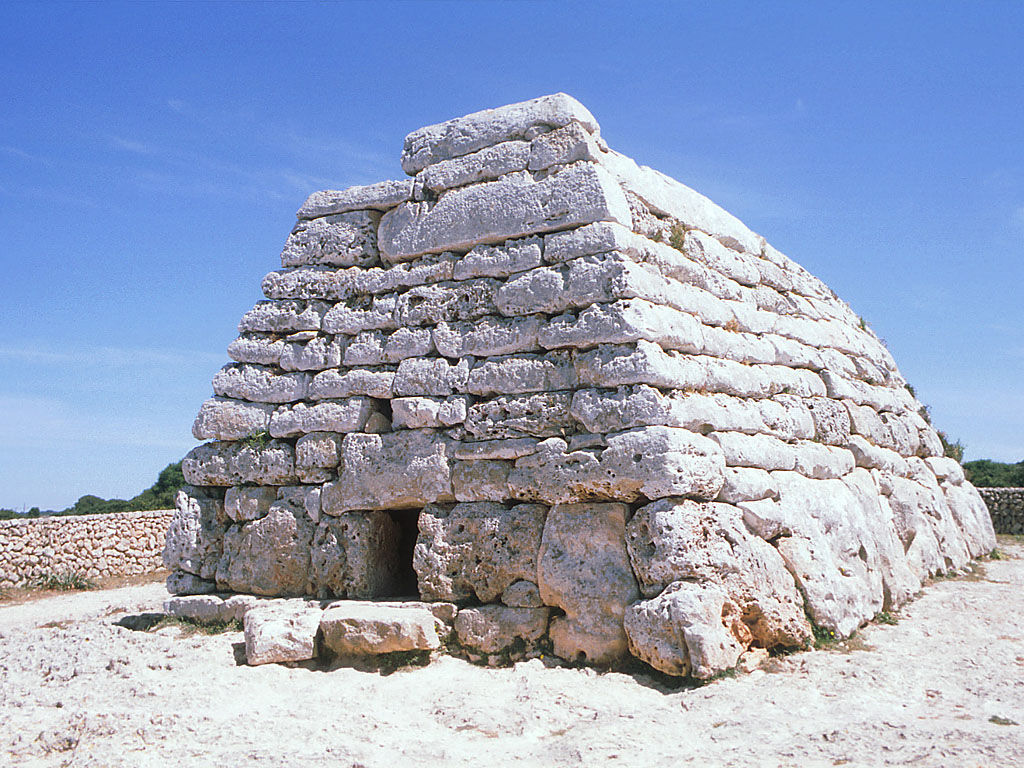
Naveta des Tudons.

Naveta des Tudons é um antigo túmulo, localizado nas proximidades de Ciutadella, Minorca. Era usada como uma espécie de arca funerária, com a particularidade de ter dois pisos, sendo datada provavelmente do ano 2000 a.C. Trata-se de um túmulo coletivo, onde foram encontrados restos de cem corpos e artefatos, como pulseiras de bronze, botões de osso e peças de cerâmica.